# Karmacode
Karmacode — четвёртый полноформатный альбом итальянской готик-метал-группы Lacuna Coil, выпущенный 31 марта 2006 года в нескольких странах Европы, 3 апреля в Великобритании и других европейских странах, 4 апреля в Северной Америке и 5 апреля в нескольких странах Европы.
В интервью в Rock Sound Magazine #82 вокалистка Кристина Скаббия подтвердила, что песня «Without Fear» — итальянская песня, а «Enjoy the Silence» — кавер-версия песни Depeche Mode. Также она дала небольшие комментарии по каждой песне.
Первый сингл из альбома — «Our Truth». Видеоклип на эту песню демонстрировался на многих ведущих музыкальных каналах, вскоре вышел видеоклип на песню «Enjoy the Silence». По сообщением некоторых сайтов также ведутся съёмки видео на песню «Closer».
Альбом выполнен в отличном от предыдущих работ группы стиле. Оставив готическое звучание, Lacuna Coil в Karmacode совместила риффы альтернативного метала с хард-роком и женским вокалом. Во многих песнях присутствуют ближневосточные элементы. По словам вокалиста группы, Андреа Ферро, альбом стал попыткой группы несколько «утяжелить» своё звучание.

## Список композиций
1. «Fragile» — 4:26
2. «To the Edge» — 3:22
3. «Our Truth»[3] — 4:03
4. «Within Me» — 3:39
5. «Devoted» — 3:52
6. «You Create» — 1:32
7. «What I See» — 3:41
8. «Fragments of Faith» — 4:10
9. «Closer» — 3:01
10. «In Visible Light» — 3:59
11. «The Game» — 3:32
12. «Without Fear» — 3:59
13. «Enjoy the Silence» (кавер «Depeche Mode») — 4:05

## Чарты
| Год  | Чарт                   | Место |
| ---- | ---------------------- | ----- |
| 2006 | The Billboard 200      | 28    |
| 2006 | Top Independent Albums | 1     |
| 2006 | UK Albums Chart        | 47    |
| 2006 | Top Internet Albums    | 28    |

| Год  | Сингл       | Чарт                       | Место |
| ---- | ----------- | -------------------------- | ----- |
| 2006 | «Our Truth» | Mainstream Rock Tracks     | 36    |
| 2006 | «Our Truth» | Hot Mainstream Rock Tracks | 36    |